# Питное (озеро, Казанский сельский округ)
Питное (каз. Питное) — озеро в Казанском сельском округе Жамбылского района Северо-Казахстанской области Казахстана. Находится к югу от села Казанка.
По данным топографической съёмки 1940-х годов, площадь поверхности озера составляет 1,96 км². Наибольшая длина озера — 2 км, наибольшая ширина — 1,2 км. Длина береговой линии составляет 6,4 км, развитие береговой линии — 1,28. Озеро расположено на высоте 138,3 м над уровнем моря.
По данным обследования 1957 года, площадь поверхности озера составляет 2 км². Максимальная глубина — 1,8 м, объём водной массы — 2,5 млн. м³, общая площадь водосбора — 28,8 км².